# Волошка неплідна
Воло́шка неплі́дна (Centaurea sterilis) — вид трав'янистих рослин родини айстрові (Asteraceae), ендемік Криму.

## Опис
Дворічна рослина до 100 см завдовжки. Обгортка яйцеподібна або довгасто-яйцеподібна, 9–14 мм завдовжки, 6–10 мм завширшки. Придатки листочкової обгортки б. м. плоскі; середні — найбільші, 3–6 мм довжиною; всі — 2-кольорові, в центральній частині з трикутною непрозорою жовтою або коричневою плямою, різко відмежованою від крайової тонкоплівчатої прозорої частини, на краю нерівнодрібнозубчаті, на спинці з кілем, який переходить на верхівці придатка в тонке вістря. Квіти світло-пурпурові. Сім'янка 2.5–3.5 мм довжиною, білувата або світло-коричнева, з білими реберцями. Чубчик 0.5–1.5(2) мм довжиною, білий, іноді майже нерозвинений. Стебла разом з листками павутинисті.

## Поширення
Європа: Україна — Крим
В Україні зростає на кам'янистих схилах — у передгірному і гірському Криму та на ПБК (від Сімферополя — Білогірська — Старого Криму до Судака і Ялти), нерідко. Входить до переліку видів, які перебувають під загрозою зникнення на території м. Севастополя.